# العلاقات التوفالية الفنزويلية
العلاقات التوفالية الفنزويلية هي العلاقات الثنائية التي تجمع بين توفالو وفنزويلا.

## مقارنة بين البلدين
هذه مقارنة عامة ومرجعية للدولتين:
| وجه المقارنة                                              | توفالو                         | فنزويلا                                  |
| --------------------------------------------------------- | ------------------------------ | ---------------------------------------- |
| المساحة (كم2)                                             | 26                             | 916.45 ألف                               |
| عدد السكان (نسمة)                                         | 11.19 ألف                      | 28.87 مليون                              |
| الكثافة السكانية (ن./كم²)                                 | 43.04 ألف                      | 31.5                                     |
| العاصمة                                                   | فونافوتي                       | كاراكاس                                  |
| اللغة الرسمية                                             | اللغة التوفالوية، لغة إنجليزية | اللغة الإسبانية، لغة الإشارة الفنزويلية ‏ |
| العملة                                                    | دولار توفالو                   | بوليفار فنزويلي                          |
| الناتج المحلي الإجمالي (بليون دولار)                      | 39.73 مليون                    | 482.36 مليار                             |
| الناتج المحلي الإجمالي (تعادل القوة الشرائية) بليون دولار | 38.93 مليون                    |                                          |
| الناتج المحلي الإجمالي الاسمي للفرد دولار أمريكي          | 3.29 ألف                       |                                          |
| الناتج المحلي الإجمالي للفرد دولار أمريكي                 | 3.77 ألف                       |                                          |
| مؤشر التنمية البشرية                                      |                                | 0.762                                    |
| رمز المكالمات الدولي                                      | +688                           | +58                                      |
| رمز الإنترنت                                              | .tv                            | .ve                                      |
| المنطقة الزمنية                                           | ت ع م+12:00                    | 00                                       |

## منظمات دولية مشتركة
يشترك البلدان في عضوية مجموعة من المنظمات الدولية، منها:
| علم المنظمة | اسم المنظمة                   | تاريخ انضمام توفالو | تاريخ انضمام فنزويلا |
| ----------- | ----------------------------- | ------------------- | -------------------- |
|             | الأمم المتحدة                 | 5 سبتمبر 2000       | 15 نوفمبر 1945       |
|             | منظمة حظر الأسلحة الكيميائية  | ?                   | ?                    |
|             | يونسكو                        | 21 أكتوبر 1991      | 25 نوفمبر 1946       |
|             | البنك الدولي للإنشاء والتعمير | 24 يونيو 2010       | 30 ديسمبر 1946       |
|             | الاتحاد البريدي العالمي       | ?                   | ?                    |
|             | الاتحاد الدولي للاتصالات      | 15 أغسطس 1996       | 13 أغسطس 1920        |

## وصلات خارجية
- موقع وزارة الخارجية الفنزويلية